# Michael Beloff
Michael Jacob Beloff (ur. 18 kwietnia 1942 roku) – angielski adwokat i mediator. Członek londyńskiej kancelarii Blackstone Chambers. Szczególnie znany z procesów z obszaru praw człowieka, prawa administracyjnego i sportowego. W latach 1996 – 2006 szefował oksfordzkiemu Trinity College.